# Puchar Polski kobiet w piłce nożnej 2005/06, grupa opolska
Puchar Polski kobiet w piłce nożnej w sezonie 2005/06, grupa: opolska
I runda – 24 sierpnia 2005
Rolnik Biedrzychowice – Tęcza Kietrz/Kozłówki 3:1
Wszystkie pozostałe zespoły awansowały dalej bez gry.
II runda – 21 września 2005
Rolnik Biedrzychowice – Unia Opole 1:5
ZET Tychy – Sparta Lubliniec 0:3- walkower
Finał – 12 października 2005 Opole
Unia Opole – Sparta Lubliniec 0:1